# Kamienica Andrzeja Strońskiego w Warszawie
Kamienica Andrzeja Strońskiego przy Nowym Świecie 1 – klasycystyczna kamienica pałacowa wzniesiona przez Andrzeja Strońskiego, znajdująca się przy ulicy Nowy Świat 1 w Warszawie, stykająca się z kamienicą stojącą na rogu Nowego Światu i placu Trzech Krzyży (plac Trzech Krzyży 16).

## Historia
Kamienica została uwieczniona na akwareli Zygmunta Vogla z 1784 roku. Do 1790 roku była najprawdopodobniej niezamieszkana na piętrach wyższych niż parter. W 1784 roku wprowadzono numerację ulicy.
W pierwszej połowie XIX wieku kolejnymi właścicielami kamienicy byli: Jan Gierth (1819), Franciszek Wołowski (lata 30.) i Józef Zdzietowiecki (przed 1850 rokiem). Pozostawała własnością rodziny Wołłowiczów od ok. 1852 roku do pierwszych lat XX wieku, od kiedy to do II wojny światowej należała do Salomona Neumana. Do 1944 roku istniała w stanie praktycznie niezmienionym od półtora wieku.
W II połowie XIX wieku działał tu sklep z winami, herbatą i likierami, a od 1876 roku na parterze kamienicy funkcjonowała znana cukiernia, w której na początku XX wieku spotykali się m.in. warszawscy literaci, w tym Władysław Reymont, Stefan Żeromski, Bolesław Leśmian, również rzeźbiarz Xawery Dunikowski i aktor Kazimierz Kamiński. W 1914 roku (do II wojny światowej) w kamienicy istniał skład papierniczy „Ad Astra” i sklep papierniczy M. Służewskiego, kantor producentów betonu i asfaltu Glińskiego i Hirszberga oraz sklep winno-kolonialny Władysława Grochowskiego.
W okresie międzywojennym parter kamienicy zajmowały skład „Ad Astra” oraz konfekcja Chaima Szternglda, a w podwórzu sklep z obuwiem Jana Bocheńskiego i Franciszka Raczka. Na I piętrze były pomieszczenia Komendy Policji Państwowej na powiat warszawski oraz redakcji periodyku „Zagadnienia Rasy”, która w 1938 roku zmieniła nazwę na „Eugenika Polska”. W 1939 roku w parterze, na miejscu sklepu Grochowskiego otworzono cukiernię Żmijewskiego.
W czasie powstania warszawskiego kamienica została spalona, w latach 1947–1948 została wyremontowana według projektu Stanisława Marzyńskiego. Dzisiejsza zabudowa składa się z kamienicy frontowej i dawnej stajni na tyłach posesji.
Dziś na parterze znajdują się sklepy odzieżowe.